# Anna Singer
Anna Gabriella Grundberg Singer, född 28 september 1957, är en svensk professor i civilrätt verksam vid Uppsala universitet. Hennes huvudsakliga fokus är inom familjerätt och inte minst gällande barns rättigheter.

## Biografi
Singer avlade juris kandidatexamen vid Uppsala universitet 1982. Hon disputerade vid samma lärosäte år 2000 på avhandlingen Föräldraskap i rättslig belysning. Omkring tiden för disputationen var hon också jurist för organisationen Barnens rätt i samhället (Bris). Hon utsågs till docent 2005 och professor 2011, båda vid Uppsala universitet. Hon har fungerat som vetenskapligt råd i familjerätt till Socialstyrelsen och sakkunnig i Statens medicinsk-etiska råd. Sedan 2020 är hon dekan för Juridiska fakulteten vid Uppsala universitet.
Anna Singer ledde den statliga Adoptionskommissionen. Hon utsågs som särskild utredare av regeringen 2021. Utredningen syftade till att kartlägga oegentligheter inom internationella adoptioner till Sverige. Utredningens slutsatser och förslag presenterades den 1 juni 2025.